# Castello di Bernalda
Das Castello di Bernalda ist eine Festung in der Gemeinde Bernalda in der italienischen Region Basilikata, Provinz Matera.

## Geschichte
Die Festung liegt in einer dominanten Position über dem Tal des Basento, ausgerichtet nach Südwesten. Sie wurde 1470 errichtet, aber jüngste Entdeckungen belegen, dass es bereits zu normannischer Zeit eine Festung an dieser Stelle gegeben hat und die Form ihrer Türme lässt annehmen, dass diese aus der Zeit des Hauses Anjou stammen. Die heutige Festung ließ Bernardino de Bernaudo, der Sekretär des Königs Alfons II. von Neapel, errichten. Nach diesem Lehensherrn wurde der ganze Ort benannt.
1735 wohnte dort König Karl III. von Spanien, der die Territorien seines Königreiches besuchen wollte, die er gerade in der Folge des Spanischen Erbfolgekrieges erworben hatte.

## Beschreibung
Die Festung hat eine rechteckige Form mit drei Ecktürmen, also eine für das Ende des 15. Jahrhunderts typische Form. Die Türme sind zylindrisch und an ihrer Basis angeschrägt. Ursprünglich war die Anlage viel größer als heute und hatte mehr Türme. Aber mit der Zeit und den fortlaufenden Anpassungen wurde die Festung auch in der Größe stark verändert. Die drei verbleibenden Türme besitzen Befestigungen sowohl außerhalb der Anlage als auch im Inneren der Festung. Im Inneren der Festung gibt es auch verschiedene Tunnel; insbesondere einer davon führt zum Tal des Basento und diente als Fluchtweg bei einer Belagerung. Wegen der Furcht vor solch einem Ereignis ließ De Bernaudo mehr als zehn Grundwasserbrunnen schlagen, um eine unendliche Wasserreserve zur Verfügung zu haben.